# NGC 3058
NGC 3058 este o galaxie spirală situată în constelația Hidra. A fost descoperită în 6 mai 1886 de către Francis Leavenworth.